# Albanchez de Mágina
Albanchez de Mágina (llamado Albanchez de Úbeda hasta 2000) es un municipio y localidad española de la provincia de Jaén, en la comunidad autónoma de Andalucía. El término municipal, ubicado en la comarca de Sierra Mágina, tiene una población de 930 habitantes (INE 2024).

## Geografía
La mayor parte del término municipal, así como el núcleo urbano, se encuentran comprendidos dentro del parque natural de Sierra Mágina. La localidad se encuentra al pie del monte Natín (Aznaitín) bajo el castillo del siglo XV, declarado monumento histórico en 1985. El acceso a la localidad se realiza por la carretera A-320 a la altura de Jimena, o desde Torres por el Puerto del Aznaitín. Distancia desde Jaén, 40 km, Úbeda y Baeza a 35 km, y Cazorla a 55 km.

## Historia
En 1231 las tropas de Fernando III de Castilla reconquistan esta población, que perteneció al señorío de Jódar hasta 1238, en que fue vendido a Úbeda. En 1309, Fernando IV de Castilla concede Albanchez a la Encomienda de la Orden de Santiago, quedando como aldea de Bedmar, para formar posteriormente, junto con este lugar, la Encomienda de Bedmar y Albanchez.
Hasta la reforma de la nomenclatura municipal de 1916 el municipio se llamaba simplemente Albanchez. En dicha fecha su nombre fue modificado por el de Albanchez de Úbeda.

## Economía
La economía de Albanchez de Mágina se basa, fundamentalmente, en el cultivo del olivar, aunque también tiene cierta importancia la ganadería ovina.

### Evolución de la deuda viva municipal
El concepto de deuda viva contempla sólo las deudas con cajas y bancos relativas a créditos financieros, valores de renta fija y préstamos o créditos transferidos a terceros, excluyéndose, por tanto, la deuda comercial.
| Gráfica de evolución de la deuda viva del Ayuntamiento de Albanchez de Mágina entre 2008 y 2024                |
| |
| Deuda viva del Ayuntamiento de Albanchez de Mágina, en miles de euros, según datos del Ministerio de Hacienda. |

## Patrimonio
- Castillo: se trata de un imponente castillo o atalaya, enrocado sobre un aterrador risco. Es tradicional subir sus 360 escalones para ver una de las mejores vistas de la provincia.
- Iglesia de Nuestra Señora de la Asunción.
- Torre del Reloj: se trata de un torreón de planta cuadrada hecho de mampostería, que es rematado por un campanario de estructura de hierro fundido construido en 1883.[6]
- Plaza de la Constitución.
- Fuente de los siete caños: Construida en el año 1763 fue utilizada como abrevadero y lavadero durante siglos. Ha sido reconstruida hasta en tres ocasiones en 1899 siendo alcalde Cristóbal de los Cobos Muñoz, en 1946 siendo alcalde Antonio Román Fernández y de nuevo en el año 1999.

## Demografía
Cuenta con una población de 930 habitantes (INE 2024).
| Gráfica de evolución demográfica de Albanchez de Mágina entre 1842 y 2021 |
| |
| Población de derecho según los censos de población del INE Población de hecho según los censos de población del INEEn estos censos se denominaba Albanchez: 1842, 1857, 1860, 1877, 1887, 1897, 1900 y 1910 En estos censos se denominaba Albanchez de Úbeda: 1920, 1930, 1940, 1950, 1960, 1970, 1981 y 1991 |

## Organización político-administrativa

### Elecciones municipales
| Elecciones municipales desde 1979                      |      |      |      |      |      |      |      |      |      |      |      |      |
|                                                        | 1979 | 1983 | 1987 | 1991 | 1995 | 1999 | 2003 | 2007 | 2011 | 2015 | 2019 | 2023 |
| PSOE                                                   | 6    | 8    | 5    | 5    | 4    | 6    | 5    | 4    | 4    | 4    | 5    | 4    |
| Cs                                                     | -    | -    | -    | -    | -    | -    | -    | -    | -    | -    | 3    | 2    |
| AP/PP                                                  | -    | 3    | 3    | 3    | 4    | 3    | 4    | 5    | 5    | 5    | 1    | 1    |
| J.M.+                                                  | -    | -    | -    | -    | -    | -    | -    | -    | -    | -    | -    | 0    |
| PCE/IU                                                 | 0    | 0    | 0    | -    | 0    | 0    | 0    | 0    | 0    | 0    | 0    | -    |
| UCD                                                    | 5    | -    | -    | -    | -    | -    | -    | -    | -    | -    | -    | -    |
| PA                                                     | -    | -    | -    | 1    | 1    | 0    | -    | -    | -    | -    | -    | -    |
| AEAM                                                   | -    | -    | -    | -    | -    | -    | -    | 0    | -    | -    | -    | -    |
| IND                                                    | -    | -    | 1    | -    | -    | -    | -    | -    | -    | -    | -    | -    |
| IPA                                                    | -    | -    | -    | -    | -    | -    | 0    | 0    | -    | -    | -    | -    |
| FADI-CI                                                | -    | -    | -    | -    | -    | 0    | -    | -    | -    | -    | -    | -    |
| En negrilla el partido más votado                      |      |      |      |      |      |      |      |      |      |      |      |      |
| Fuente: Datos de las elecciones municipales desde 1979 |      |      |      |      |      |      |      |      |      |      |      |      |

### Alcaldía
| Periodo   | Nombre                                                                     | Partido |
| --------- | -------------------------------------------------------------------------- | ------- |
| 1979-1983 | Ramón Contreras Vidal                                                      | UCD     |
| 1983-1987 | Andrés Martínez Muñoz                                                      | PSOE    |
| 1987-1991 | Isidoro Padilla Fernández                                                  | PSOE    |
| 1991-1995 | Isidoro Padilla Fernández                                                  | PSOE    |
| 1995-1999 | Miguel Ogayar Muñoz                                                        | PP      |
| 1999-2003 | José María Moreno Moreno                                                   | PSOE    |
| 2003-2007 | Eufrasio Javier Martín Muñoz                                               | PSOE    |
| 2007-2011 | Alejandro Morales Moreno                                                   | PP      |
| 2011-2015 | Alejandro Morales Moreno                                                   | PP      |
| 2015-2019 | Alejandro Morales Moreno Nota: Pasa al grupo de los "no adscritos" en 2018 | PP      |
| 2019-2023 | Diego Fernández Muñoz                                                      | PSOE    |
| 2023-act. | Diego Fernández Muñoz                                                      | PSOE    |